# Thou (группа)
Thou (с англ. — «Ты») — американская сладж-метал-группа, образованная в Батон-Руж, штат Луизиана, в 2005 году. В состав группы в настоящее время входят Брайан Фанк (вокал), Энди Гиббс (гитара), Мэтью Тудиум (гитара и вокал), Митч Уэллс (бас-гитара), Кей Си Стаффорд (гитара и вокал) и Тайлер Коберн (ударные).

## История
Группа была сформирована гитаристами Энди Гиббсом и Мэтью Тудиумом, басистом Митчем Уэллсом и барабанщиком Терри Гулино. В 2007 году группа выпустила свой первый полноформатный альбом Tyrant после прихода вокалиста Брайана Фанка. За ним последовал второй студийный альбом Peasant в 2008 году и серия мини-альбомов, включая Malfeasance – Retribution (2008), The Retaliation of the Immutable Force of Nature (2008), Through the Empires of the Eternal Void (2009) и Baton Rouge/You Have Much to Answer For (2010). Третий полноформатный альбом Summit вышел в 2010 году.
Четвёртый студийный альбом группы, Heathen, выпущенный в 2014 году, был встречен критиками с воодушевлением. Этот альбом стал первым в карьере группы, где группа использовала чистый вокал от соавтора Эмили МакУильямс. Альбом был назван лучшим метал-альбомом 2014 года музыкальным сайтом Pitchfork. Thou гастролировал и часто сотрудничал с другой сладж-метал группой The Body, с которой они недавно сотрудничали над альбомом под названием You, Whom I Have Always Hated.
30 октября 2020 года они выпустили совместный альбом May Our Chambers Be Full с Эммой Рут Рандл, который появился в результате их живого сотрудничества на Roadburn Festival 2019 года. В 2024 году вышел альбом Umbilical.

## Характеристики
Стиль
Стиль Thou описывали как «экспериментальный дум», стоунер-метал и сладж-метал. Музыкальный критик Грегори Хини, комментируя стиль группы, заявил, что «звучание группы сочетает в себе пробирающую до дрожи тяжесть дума с гнетущей атмосферой блэк-метала, придавая группе монолитное звучание, от которого порой невозможно оторваться».
Thou выбрал подход «сделай сам» к гастролям, который стал отличительной чертой группы и её эстетики. Тексты песен Thou часто проникнуты анархическими взглядами. Thou также делал каверы на песни исполнителей разных рок-жанров, включая «Terrible Lie» группы Nine Inch Nails (совместно с The Body) и полноценный альбом каверов на песни Nirvana под названием Blessings of the Highest Order.

## Дискография
Смотри статью «Дискография Thou» в англ. разделе.
Студийные альбомы
- Tyrant (2007, One Eye Records)
- Peasant (2008, Level Plane Records)
- Summit (2010, Gilead Media)
- Heathen (2014, Gilead Media)
- Magus (2018, Sacred Bones)
- Umbilical (2024, Sacred Bones)